# Johann Michael Müller (Komponist)
Johann Michael Müller (auch Jean Michel Muller) (* 1683 in Schmalkalden; † 1743 in Hanau) war ein deutscher Organist und Komponist des Spätbarock.

## Leben und Wirken
Johann Michael Müller erhielt 1706, in Nachfolge von Franz Piscator, die Stelle des Organisten und des Director musicae an der Hanauer Marienkirche. 1713 wurde er Praeceptor und 1737 zum Konrektor am Hanauer Gymnasium ernannt.
Zu seinen bekannten Werken gehört Neu-aufgesetztes vollständiges und nach der neu- und reinesten Composition eingerichtetes Psalm- und Choral-Buch: in welchem nicht allein die hundert und fünffzig Psalmen Davids, Sondern auch die gebräuchlichste Evangelisch-Lutherische Kirchen-Gesänge, Nebst des Neanders Bundes-Liedern, So bißhero nach Seinen bekandten Melodien gesungen worden in fügliche Melodien gesetzt, Und insgesamt Auf das Clavier mit einem richtigen Baß auf neue versehen von Johann Michael Müller; die Sammlung erschien 1719 im Verlag des Johann Adolph Stock in Frankfurt und zwar mit einem Widmungsgedicht von Georg Philipp Telemann versehen.
Johann Gottfried Walther berichtete in seinem Musikalischen Lexikon von 1732, dass Müller um 1712 bei Estienne Roger in Amsterdam „12 Sonaten mit concertierendem Hautbois, anderen Hautbois oder Violons und einer Taille, Fagot und G.B. hatte stechen lassen, und solche (als sein erstes Werck) dem Grafen zu Hanau Philipp Reinhard seinem Herren dedicieret“, drucken ließ. Diese Sammlung der dem Aufbau des Concerto grosso ähnelnden Werke galt lange Zeit als verschollen. Zwischenzeitlich konnte ein Exemplar des Erstdruckes in der Universitätsbibliothek Lund (Schweden) wiedergefunden werden.

## Diskografie
- Jean Michel Muller: XII Sonates, Ensemble „Toutes Suites“ Leitung und Solist, Marianne Richert Pfau, (Label Genuin, GEN 88525, 2008)[3]